# Eero Aarnio
Eero Alvar Aarnio (* 21. července 1932 Helsinky) je finský designér, známý především návrhy futuristicky laděného plastového nábytku. 

## Život
Je absolventem Uměleckoprůmyslového institutu v Helsinkách. Po studiích pracoval pro firmu Asko a v roce 1962 založil vlastní studio. Zpočátku se držel finské tradice a využíval přírodní materiály jako v případě proutěné sedačky Jattujakkare. Později se zaměřil na nové materiály jako sklolaminát, oblíbil si zaoblené tvary a výrazné barvy. Průkopnickým dílem bylo křeslo Pallotuoli v roce 1963, jehož tvar duté koule byl efektní i praktický, neboť poskytoval jistou míru soukromí ve veřejných prostorách jako letištní nebo hotelové haly. Tento kus nábytku se zařadil mezi symboly životního stylu šedesátých let, pořídili si ho Grace Kellyová i Bing Crosby a je známý z filmů Tommy, Austin Powers: Špionátor nebo Muži v černém.
Za ergonomické křeslo Pastilli získal Eero Aarnio v roce 1968 cenu Asociace průmyslového designu. Následovala židle Polaris kombinující umělou hmotu s kovem a stůl Kantarelli, jenž je pojmenován po houbě lišce a byl úplně prvním stolem s plastovou deskou. Mezinárodní úspěch měla také židle Pony ve tvaru koníka, spojující pohodlí a hravost. Plast byl použit také na zástěnu ve tvaru stromu; část výtěžku z jejího prodeje Aarnio věnoval nadaci World Vision International na výsadbu ovocných stromů v Andách. Navrhoval také designové lampy pro Innojok. Ve zralém věku se vrátil k práci se dřevem jako v případě dubové barové stoličky Artek Rocket z roku 1995. Pro firmu Teehuone vytvořil sadu čajového nádobí. Zaplavení trhu četnými napodobeninami jeho návrhů ho v roce 2016 přivedlo k založení firmy Eero Aarnio Originals.
Aarniova díla vystavuje pařížské Centre Georges Pompidou, londýnské Victoria and Albert Museum a newyorské Muzeum moderního umění. Byla mu udělena medaile Pro Finlandia. Jeho manželkou je herečka Pirkko Aarnio, žijí v obci Veikkola v domě, který Aarnio sám navrhl.

## Dílo

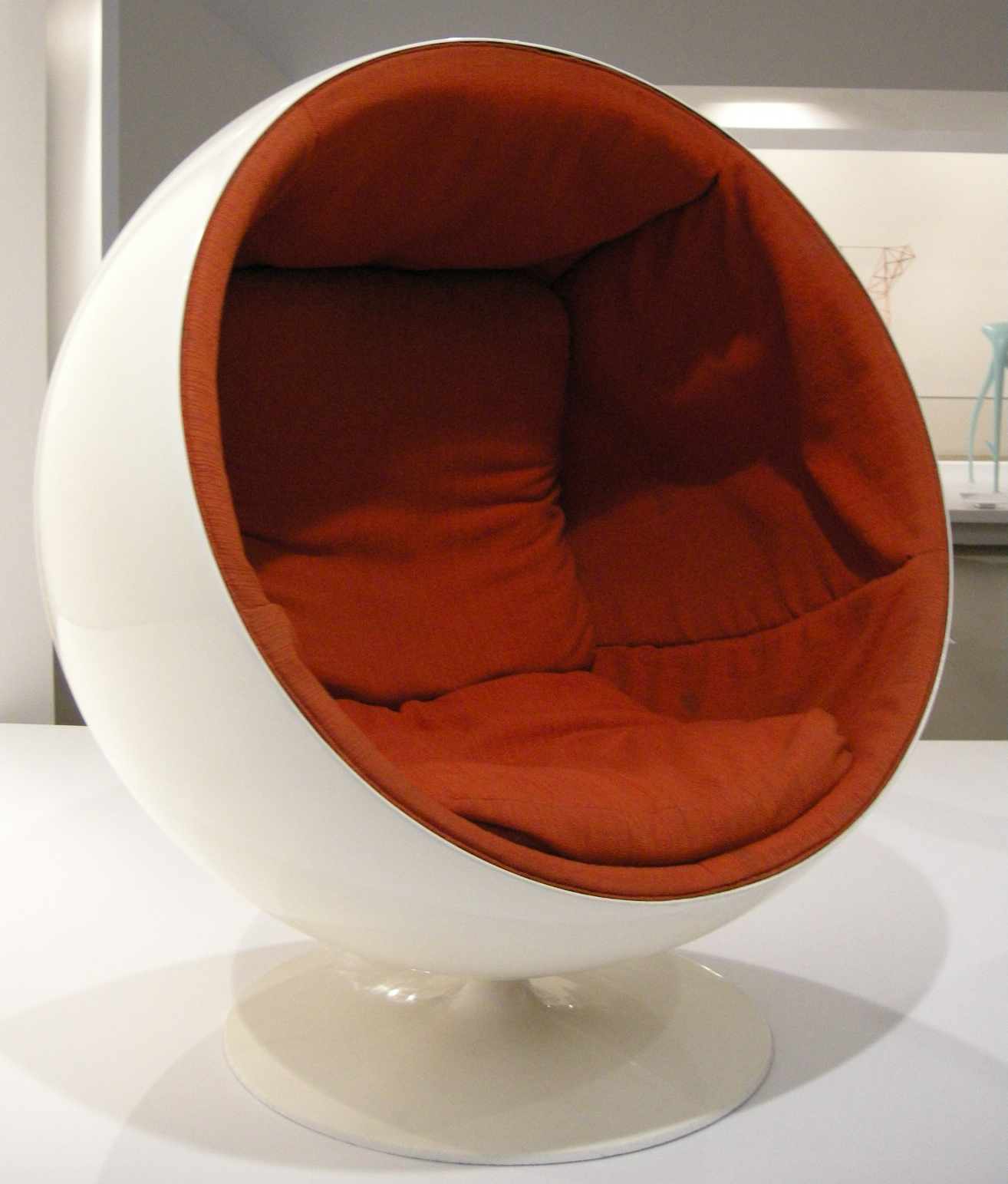
Pallotuoli
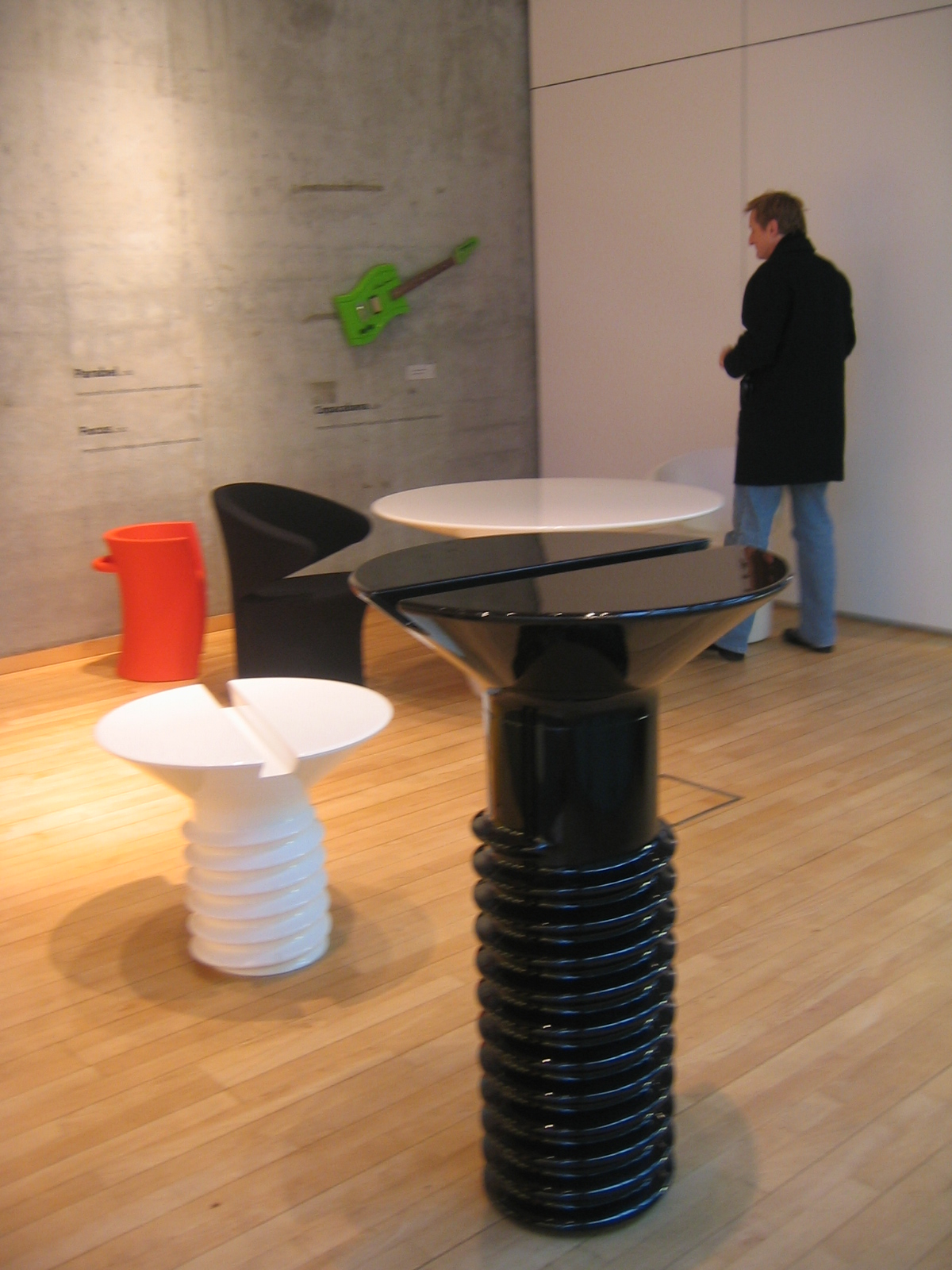
Stůl v podobě šroubu
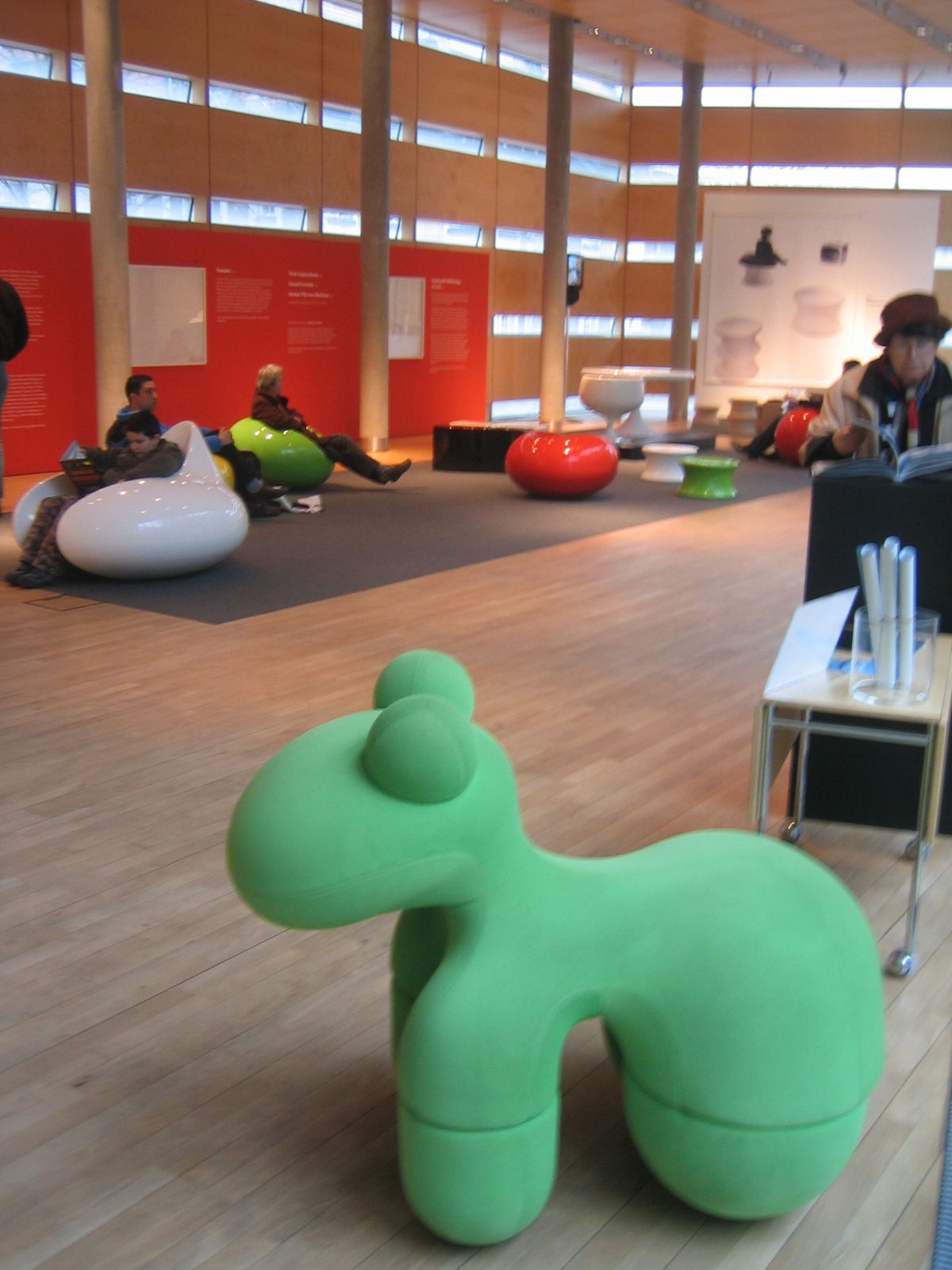
Židle Pony